# Thal (Austria)
Thal (ufficiosamente chiamato anche Thal bei Graz) è un comune austriaco di 2 265 abitanti nel distretto di Graz-Umgebung, in Stiria; ha lo status di comune mercato (Marktgemeinde).